# محمدآباد (سربیشه)
محمدآباد، سربیشه روستایی در دهستان مؤمن‌آباد، بخش مرکزی شهرستان سربیشه در استان خراسان جنوبی است.